# Xie Qiuping
Xie Qiuping, Chinees: 謝秋萍 1960, is de vrouw die het record houdt voor de persoon met het langste haar van de wereld. Ze komt uit Guangxi, uit het zuiden van China. Op 8 mei 2004 was haar haar 5,627 meter lang. Ze had het vanaf 1973 laten groeien, toen ze dertien jaar oud was. Ze is sindsdien de houder van het Guinness World Record.
- Guinness Book of Records. Longest hair on a person ever (female), 8 mei 2004.